# 東京甲子社
株式会社東京甲子社（とうきょうこうししゃ）は、東京都千代田区に本社を置く日本の医薬品メーカー。医薬品、医薬部外品の製造販売を行い、中でもコロスキンが知られる。

## 社名の由来
1924年（大正13年）、甲子の年に、東京市の卸業・中西武商店とその他メーカー数社で親睦会を結成、「甲子会」の名で売薬製造業を商う。1941年（昭和16年）、太平洋戦争が始まり、企業整備令が出され、この時甲子会のメンバーであった田中園製薬所など4社が集まり、1943年（昭和18年）に株式会社東京甲子社となった。

## 沿革
- 1943年（昭和18年）6月1日 - 企業整備令により、株式会社東京甲子社を設立。資本金18万円。
- 1950年（昭和25年）3月 -　本社を千代田区外神田1-5-9、東和ビルに移転。
- 1954年（昭和29年）12月 - 資本金を160万円に増資。
- 1962年（昭和37年）6月 - 工場を品川区から現在の西東京市に移転。
- 1983年（昭和58年）7月 - 本社を現在地に移転。
- 1986年（昭和61年）7月 - 工場を山梨県韮崎市に移転。
- 1990年（平成2年）8月 - 資本金を2000万円に増資。
- 2006年（平成18年）6月 - 韮崎市に新工場を竣工。

## 主な製品
- コロスキン（液体絆創膏）【第三類医薬品】
- エクテマクリーム（尿素配合のハンドクリーム）【第三類医薬品】
- 特製エキシウクリーム（制汗剤クリーム）【医薬部外品】
- エキシウS（制汗剤スプレー）【医薬部外品】
- ソフトモンゴール（ニキビ予防）【医薬部外品】